# Sommer-Paralympics 2012/Teilnehmer (Frankreich)
| stlisierte Goldmedaille | stlisierte Silbermedaille | stlisierte Bronzemedaille |
| ----------------------- | ------------------------- | ------------------------- |
| 8                       | 19                        | 18                        |

Frankreich entsendete zu den Paralympischen Sommerspielen 2012 in London eine aus 157 Sportlern bestehende Mannschaft.

## Teilnehmer nach Sportart

### 5er-Fußball
Männer:
- Hakim Arezki
- Arnaud Ayax
- Martin Baron
- Jonathan Grangier
- Frederic Jannas
- David Labarre
- Abderrahim Maya
- Gael Riviere
- Frederic Villeroux
- Yvan Wouandji Kepmegni

### Bogenschießen
Frauen:
- Brigitte Duboc

Männer:
- Maurice Champey
- Franck Haudoin
- Alexandre Lasvenes
- Joel Perrot

### Judo
Frauen:
- Marion Coadou
- Solene Laclau
- Celine Manzuoli
- Sandrine Martinet

Männer:
- Olivier Cugnon de Sevricourt
- Julien Taurines
- Kevin Villemont

### Leichtathletik
Frauen:
- Assia El Hannouni
- Mandy Francois-Elie
- Nantenin Keïta
- Marie-Amélie Le Fur
- Orianne Lopez
- Evelyne Tuitavake
- Rose Welepa

Männer
- Alain Akakpo
- Jean-Baptiste Alaize
- Arnaud Assoumani
- Julien Casoli
- Thierry Cibone
- Hyacinthe Deleplace
- David Casino
- Pierre Fairbank
- Tony Falelavaki
- Alain Fuss
- Clavel Kayitare
- Denis Lemeunier
- Gauthier Tresor Makunda
- Djamel Mastouri
- Sebastien Mobre
- Daniel Royer
- Damien Rumeau
- Soselito Sekeme
- Jean Pierre Talatini

### Powerlifting (Bankdrücken)
Frauen:
- Souhad Ghazouani

Männer:
- Patrick Ardon

### Radsport
Frauen:
- Martine Chaudie
- Murielle Lambert

Männer:
- Quentin Aubague
- Rodolph Cecillon
- Damien Debeaupuits
- Olivier Donval
- David Franek
- Jacky Galletaud
- Joel Jeannot
- Cedric Ramassamy
- Laurent Thirionet

### Reiten
Frauen:
- Nathalie Bizet
- Valerie Salles

Männer:
- Jose Letartre
- Vladimir Vinchon

### Rollstuhlbasketball
Frauen:
- Chrystel Alquier
- Blandine Belz
- Sylvie Dorget
- Florence Doumesche-Guedoun
- Agnes Glemp-Etavard
- Valerie Ita
- Kathy Laurent
- Maite Mathias
- Emilie Menard
- Dorothee Meriau
- Angelique Quemener-Pichon
- Fabienne Saint-Omer Delepine

### Rollstuhlfechten
Frauen:
- Delphine Bernard
- Cecile Demaude
- Sabrina Poignet

Männer:
- Robert Citerne
- Marc-André Cratere
- Moez El Assine
- Laurent Francois
- Alim Latrèche
- Ludovic Lemoine
- Romain Noble
- Damien Tokatlian

### Rollstuhlrugby
Männer:
- Adrien Chalmin
- Christophe Corompt
- Steeve Gernigon
- Jonathan Hivernat
- Sebastien Lhuissier
- Eric Meurisse
- Mathieu Moreau
- Pablo Neuman
- Nicolas Rioux
- Riadh Sallem

### Rollstuhltennis
Frauen:
- Christine Schoenn

Männer:
- Frédéric Cattaneo
- Stéphane Houdet
- Michaël Jeremiasz
- Nicolas Peifer

### Rudern
Frauen:
- Nathalie Benoit
- Perle Bouge
- Melanie Lelievre
- Stephanie Merle
- Corinne Simon

Männer:
- Antoine Jesel
- Remy Taranto
- Stéphane Tardieu

### Schießen
Frauen:
- Delphine Fischer

Männer
- Tanguy de La Forest
- Cedric Fevre
- Cedric Rio
- Raphael Voltz

### Schwimmen
Frauen
- Stephanie Douard
- Anita Fatis
- Elodie Lorandi
- Alicia Mandin
- Anaelle Roulet

Männer
- Frederic Bussi
- Sami El Gueddari
- Charles Rozoy
- David Smétanine

### Segeln
Männer:
- Eric Flageul
- Bruno Jourdren
- Damien Seguin
- Nicolas Vimont-Vicary

### Tischtennis
Frauen:
- Anne Barneoud
- Marie-Christine Fillou
- Thu Kamkasomphou
- Isabelle Lafaye Marziou
- Audrey le Morvan
- Claire Mairie
- Florence Sireau

Männer:
- Frederic Bellais
- Fanny Bertrand
- Vincent Boury
- Thomas Bouvais
- Cedrik Cabestany
- Kevin Dourbecker
- Jean-Francois Ducay
- Thomas Fernandez
- Bastien Grundeler
- Jerome Guezenec
- Yann Guilhem
- Fabien Lamirault
- Emeric Martin
- Florian Merrien
- Stéphane Messi
- Stephane Molliens
- Pascal Pereira-Leal
- Jean-Philippe Robin
- Gregory Rosec
- Nicolas Savant-Aira
- Maxime Thomas